# Рио Ранчо (Њу Мексико)
Рио Ранчо (енгл. Rio Rancho) град је у америчкој савезној држави Њу Мексико.

## Демографија
По попису из 2010. године број становника је 87.521, што је 35.756 (69,1%) становника више него 2000. године.
| Група             | 2000.          | 2010.          |
| Белци             | 33.176 (64,1%) | 47.124 (53,8%) |
| Афроамериканци    | 1.376 (2,7%)   | 2.533 (2,9%)   |
| Азијати           | 758 (1,5%)     | 1.656 (1,9%)   |
| Хиспаноамериканци | 14.329 (27,7%) | 32.153 (36,7%) |
| Укупно            | 51.765         | 87.521         |